# Marebito
Marebito (稀人?)(traducida en España como Seres Extraños, en México como Terror Encandenado y conocida en Japón como Marebito: Vampiros de Oriente) es una película de terror dirigida por Takashi Shimizu.

## Sinopsis
La película trata sobre un hombre llamado Masuoka (Shinya Tsukamoto), que lleva consigo una videocámara a donde quiera que vaya. Se obsesiona con la idea del miedo al ver a un aterrado hombre que se suicida clavándose un cuchillo en el ojo. Deseando entender el miedo que sintió el suicida antes de morir, Masuoka desciende a un laberinto subterráneo bajo la ciudad, donde ve criaturas humanoides que caminan sobre sus manos y rodillas, y gimen como perros. Mientras explora la serie de túneles y pasajes, Masuoka se encuentra con una persona sin hogar que vive allí y que le advierte sobre los Deros. Después se encuentra con el fantasma de Kuroki, el suicida, aprendiendo más sobre el mundo subterráneo. Tras horas de exploración, Masuoka descubre una cordillera y un pueblo construido por los habitantes subterráneos. Encuentra a una muchacha desnuda (interpretada por Tomomi Miyashita) encadenada a la pared. La lleva de regreso a su apartamento y observa que no come, no bebe y no habla.
La muchacha, a quien llama 'F', parece ser algo más que humana, y Masuoka se obsesiona por comprenderla. Instala cámaras que le permiten observarla desde su teléfono celular cuando abandona el apartamento y las revisa regularmente. En un viaje al centro comercial, la ve hablando con alguien fuera de cámara, y un amenazante hombre de negro aparece detrás de él. Cuando vuelve al apartamento, una mujer con una chaqueta amarilla se esconde en la escalera frente a su puerta. En el interior, encuentra a F convulsionando e intenta darle de comer, pero ella no quiere. Él descubre que faltan doce segundos de grabación de la cámara, y recibe una misteriosa llamada desde un teléfono público advirtiéndole que está en serios problemas.
Después de ser golpeado con su cámara por un desconocido al que filmó, Masuoka se corta el dedo en la lente rota y vuelve a casa. Descubre que F sobrevive con la sangre cuando le lame su dedo, y se hace un corte para poder alimentarla. Empieza a cuidarla y le proporciona cadáveres de animales. Decide dejar de intentar tratar a F como un ser humano, y la considera como su mascota.
La mujer de amarillo se enfrenta a él en la calle, diciendo que la niña es su hija Fuyumi y preguntando dónde está. Masuoka niega que él tenga una hija y echa a correr, volviendo a su apartamento para encontrar que ha sido allanado y que la chica ha desaparecido. Vaga por las calles en busca de ella y se encuentra con el hombre de negro, que expresa su decepción en el cuidado de la niña, hablando telepáticamente con él con la misma voz que en la llamada telefónica. Cuando Masuoka vuelve al apartamento, encuentra que F ha regresado, y ve sus manos ensangrentadas.
Cuando él sale de su apartamento, la mujer de amarillo le sigue, exigiéndole hablar con él. Él entra a un callejón sin hablar, y enciende su cámara. La mujer dice que quiere ver a su hija, momento en que Masuoka la apuñala y la mata. Más tarde, mata a una adolescente a la cual conoció con el pretexto de una filmación pornográfica. Drena la sangre de las mujeres en botellas y alimenta a F. Masuoka llama al teléfono público y le habla al desconocido, que está de acuerdo en que ahora Masuoka cuida mejor a la muchacha. 
Mientras filmaba para un equipo de noticias en la escena del segundo asesinato, Masuoka ve a una mujer que filmó con anterioridad en su apartamento, a quien describió como paranoica. Saca a F del apartamento y la deja en una sala de karaoke, para viajar por su cuenta durante un período. Sentado en un muelle, Masuoka habla de su interés por el terror con Kuroki.
Masuoka se convierte en una persona sin hogar y duerme en el parque en donde mató a la adolescente. Brevemente admite en sus adentros que asesinó a su esposa y a una desconocida y que trató a su hija como un animal, antes de ver un par de Deros y encontrar un teléfono celular que lo lleva de regreso a su apartamento para encontrar F. El fantasma de su mujer aparece detrás de Masuoka en el ascensor, y él entra en el apartamento para encontrar a F débil en el suelo. Ella le habla por primera vez, y él se corta una comisura de su boca para darle de comer. Al final de la película, F lleva Masuoka de regreso al mundo subterráneo, y lo filma mientras parece que finalmente ha descubierto el mismo miedo que en un principio le intrigaba.

## Análisis crítico
En varias partes de la película, se dan diversas explicaciones para lo que le está sucediendo a Masuoka. Las primeras conversarciones en la película parecen sugerir que los túneles subterráneos y la propia F pueden ser una manifestación física de ideas humanas. La película hace referencia en repetidas ocasiones a peligrosas creaturas llamadas Deros que viven bajo tierra, que llevan el nombre de los "robots perjudiciales" de la obra Una advertencia para el hombre del futuro, de Richard Sharpe Shaver. Más adelante se sugiere que Masuoka está demente y delirante, tal vez porque ha dejado de tomar Prozac, y que sus alucinaciones lo han llevado a matar a gente inocente y tratar a su hija como un animal. El final de la película no ofrece ninguna explicación concreta.

## Producción
La película fue realizada en video digital entre el rodaje de Ju-on: The Grudge y The Grudge.